# Multiverso Pirata
El Multiverso Pirata (en inglés: Bootleg Multiverse) es una franquicia de animación estadounidense creada por el productor indio-americano Adi Shankar y distribuida por Netflix. Las series que conforman la franquicia están basadas en diversos videojuegos creados por diferentes empresas alrededor del mundo, y al mismo tiempo, usan un estilo de animación similar al anime.

## Historia de producción
La franquicia fue producida para Netflix por Adi Shankar, quien es conocido por su serie de cortometrajes no autorizados basados en sátiras de la cultura popular.
La primera serie, Castlevania, que se basa en la serie de videojuegos de Konami, fue escrita por Warren Ellis y producida por Frederator Studios, Powerhouse Animation Studios, Shankar Animation, Project 51 Productions y Mua Film.
Sus próximas adaptaciones serán basadas en Devil May Cry, Assassin's Creed, Hyper Light Drifter y PlayerUnknown's Battlegrounds.

## Lista de series
| Serie                                   | Temporada | Episodios | Transmitida              | Basado en                          |
| --------------------------------------- | --------- | --------- | ------------------------ | ---------------------------------- |
| Castlevania                             | 1         | 4         | 7 de julio de 2017       | Castlevania de Konami              |
| Castlevania                             | 2         | 8         | 26 de octubre de 2018    | Castlevania de Konami              |
| Castlevania                             | 3         | 10        | 5 de marzo de 2020       | Castlevania de Konami              |
| Castlevania                             | 4         | 10        | 13 de mayo de 2021       | Castlevania de Konami              |
| Castlevania: Nocturne                   | 1         | 8         | 28 de septiembre de 2023 | Castlevania de Konami              |
| Castlevania: Nocturne                   | 2         | 8         | 16 de enero de 2025      | Castlevania de Konami              |
| Captain Laserhawk: A Blood Dragon Remix | 1         | 6         | 19 de octubre de 2023    | Far Cry 3: Blood Dragon de Ubisoft |
| Devil May Cry                           | 1         | 8         | 3 de abril de 2025       | Devil May Cry de Capcom            |
| Devil May Cry                           | 2         | N/A       | N/A                      | Devil May Cry de Capcom            |